# Rue Moussorgski
La rue Moussorgski est une voie du 18e arrondissement de Paris, en France.

## Situation et accès

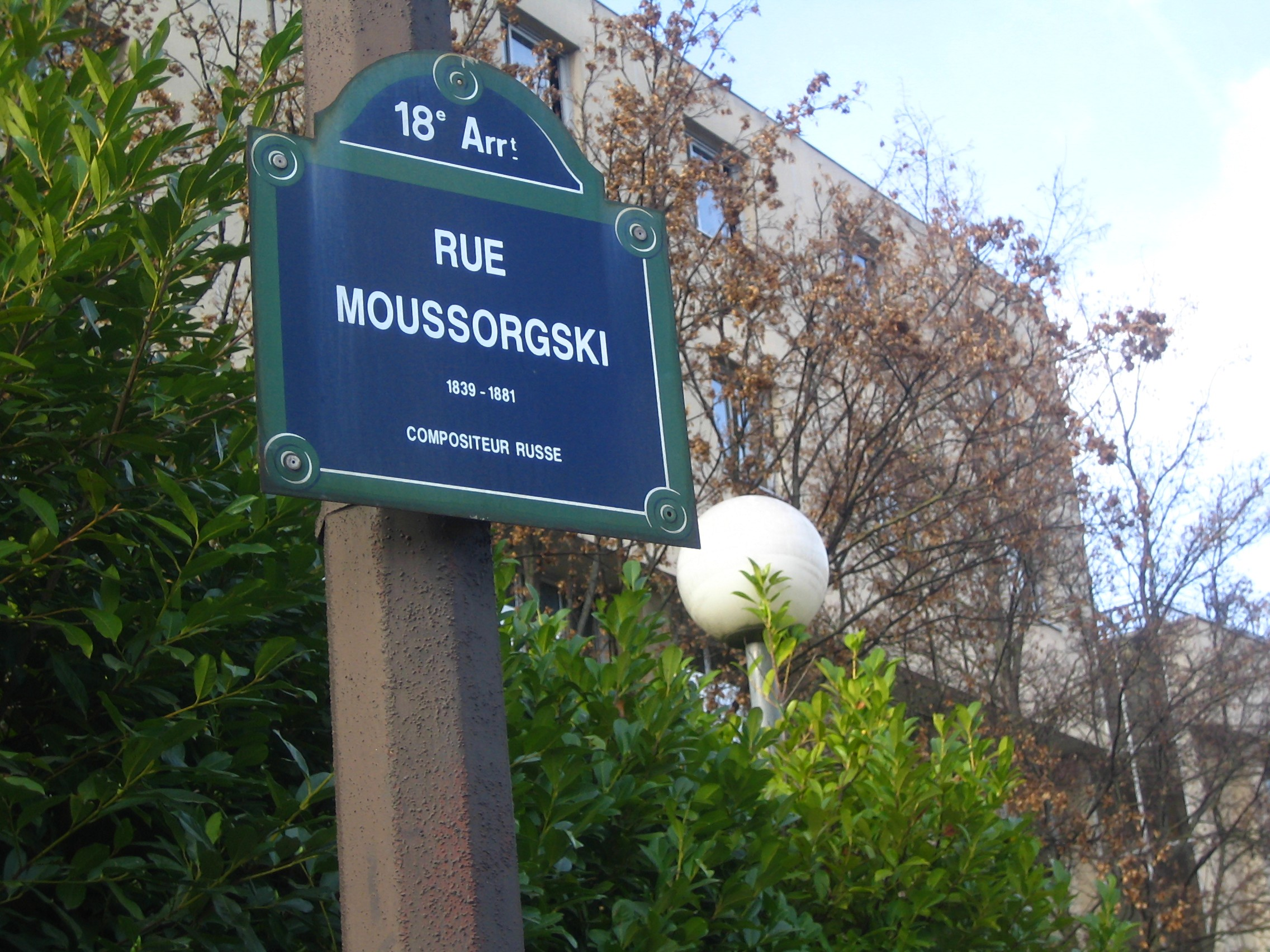
Plaque de la rue Moussorgski.

La rue Moussorgski est une voie publique située dans le 18e arrondissement de Paris. Elle débute au 43, rue de l'Évangile, et se termine à l'emplacement d'un petit rond-point au-delà duquel se trouve la dernière partie de la rue Tchaïkovski.

## Origine du nom
Elle porte le nom du compositeur russe Modeste Moussorgski (1839-1881).
Il est à noter que le nom inscrit dans la nomenclature se termine par un « y » tandis que celui figurant sur les plaques de rue se termine par un « i ».

## Historique

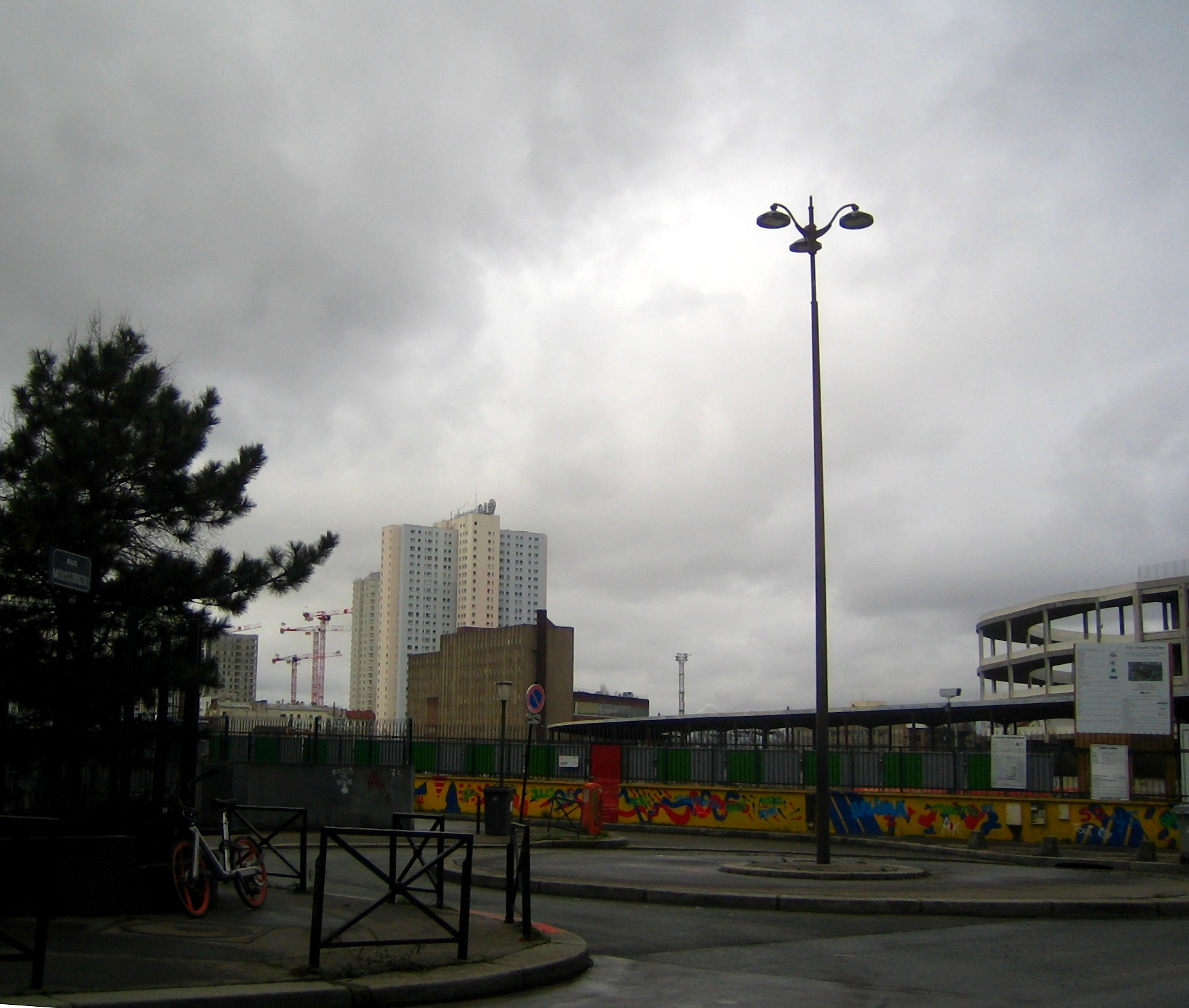
En 2019, le rond-point de la rue Moussorgski. Au loin, la tour Super Chapelle et le parc Chapelle-Charbon.

Les gazomètres qui se trouvaient à cet endroit jusqu'en 1978, furent arasés et leurs cuves en béton remblayées, bien qu'elles subsistent sous le sol.
La voie est créée dans le cadre de l'aménagement de la ZAC Évangile sous le nom provisoire de « voie AR/18 » et prend sa dénomination actuelle par arrêté municipal du 15 novembre 1991. 